# Георг Петіг
Георг Петіг (нім. Georg Pöthig; 3 серпня 1917, Гаммерфельд — 4 жовтня 1995, Геттштедт) — німецький військовик, оберфельдфебель люфтваффе. Кавалер Лицарського хреста Залізного хреста.
Під час Другої світової війни Петіг був стрільцем-бортрадистом льотчика-аса Гендріка Шталя і взяв участь у приблизно 900 бойових вильотах.

## Нагороди
- Нагрудний знак бортрадиста і бортстрільця
- Залізний хрест 2-го і 1-го класу
- Німецький хрест в золоті (10 листопада 1942) — як фельдфебель і бортрадист 9-ї ескадрильї 2-ї ескадри пікіруючих бомбардувальників.
- Лицарський хрест Залізного хреста (5 вересня 1944) — як оберфельдфебель і бортрадист 8-ї ескадрильї своєї ескадри; за участь у понад 800 бойових вильотах.
- Авіаційна планка штурмовика в золоті з підвіскою «900»